# Perizoma carneata
Perizoma carneata là một loài bướm đêm trong họ Geometridae.